# Список велотермінів
Список велотермінів містить близько 200 словникових понять, в тому числі специфічних термінів, із визначенням, пов'язаних прямо або опосередковано їзди на велосипеді, їзди на велосипеді бездоріжжям, велосипедного спорту та велосипеда загалом.
Список складений в алфавітному порядку.

## I
- ISO 5775[en] — міжнародний стандарт позначень розмірів велосипедних ободів та шин.

## M
- manual — їзда на задньому або передньому колесі велосипеда, не торкаючись землі рештою коліс.

## А

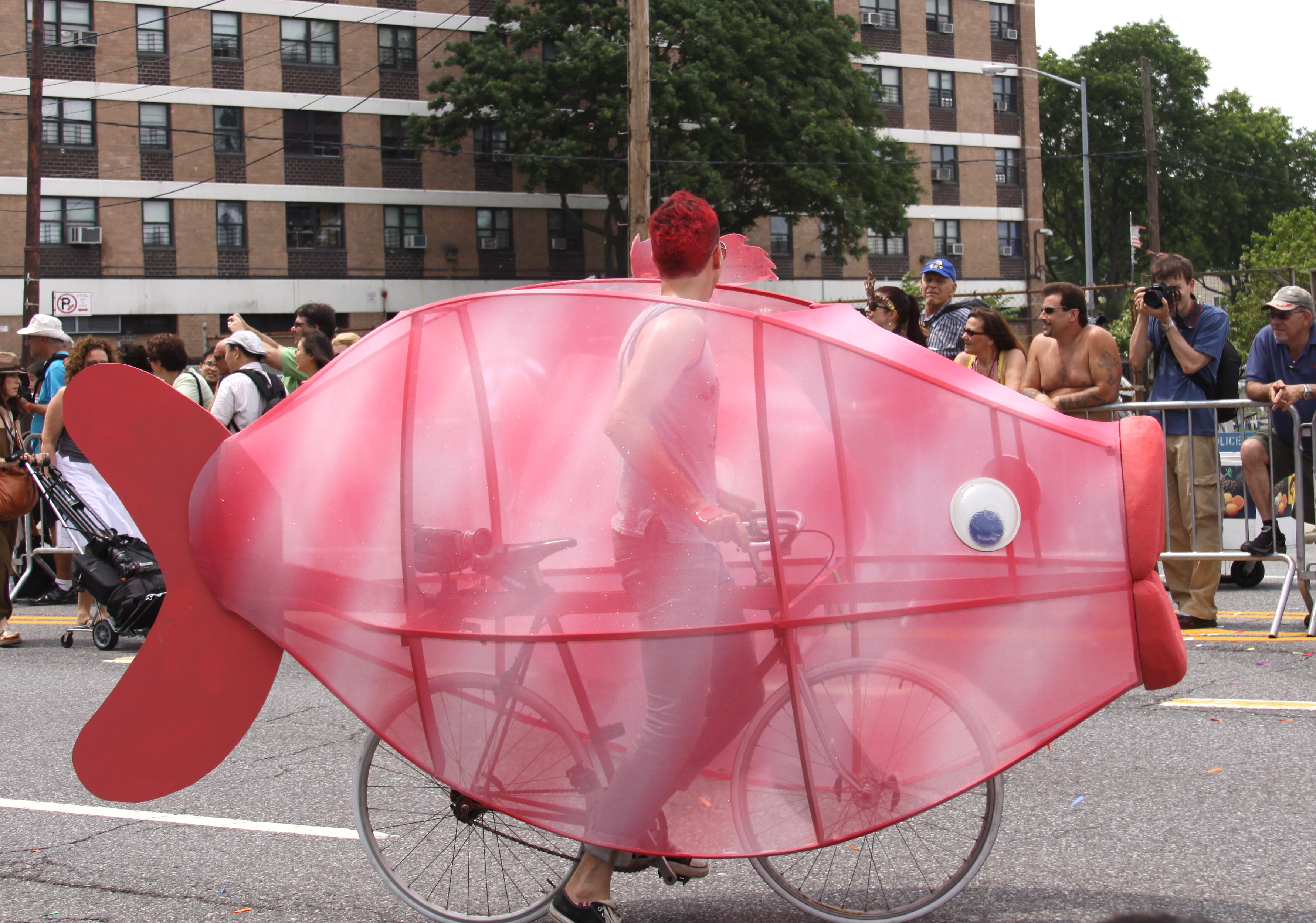
Артбайк

- аллейкет — неофіційні, неформальні велосипедні перегони.
- амортизатор велосипедний — пристрій для пом'якшення ударів.
- артбайк[en] — модифікований оригінальний велосипед.

## Б

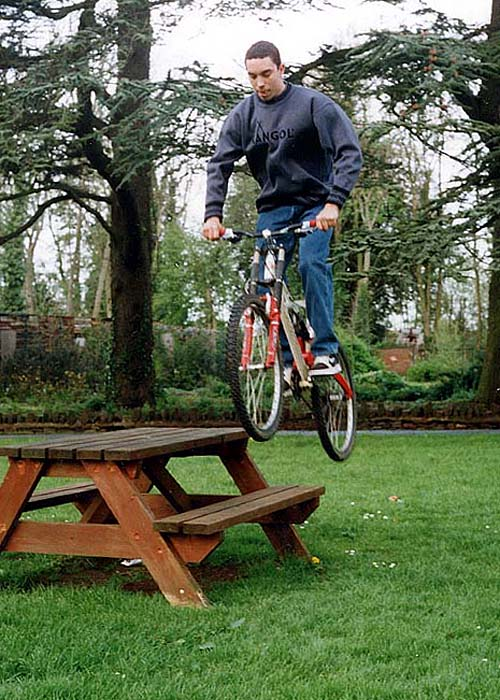
Банні-хоп на гірському велосипеді

- багажник велосипедний (кошик) — спеціальна конструкція, за допомогою якої на велосипеді можна розмістити вантаж[1].
- банні-хоп — стрибок на велосипеді через перешкоду.
- баттінг — це конструктивне рішення, яке дозволяє зменшити вагу велосипедної конструкції, не втративши міцності[2].
- біговел — велосипед без педалей і трансмісії.
- болотник — деталь велосипеда, що допомагає захистити велосипедиста від болота, води та бруду що летять з коліс.
- боуден-трос — гнучкий трос, який використовується для передачі механічної сили за рахунок переміщення троса всередині гнучкої трубки.
- бревет — організований заліковий велозаїзд на довгу дистанцію.
- бустер велосипедний — допоміжний пристрій у велосипеді, що тимчасово збільшує силу або швидкість дії основого механізму.

## В

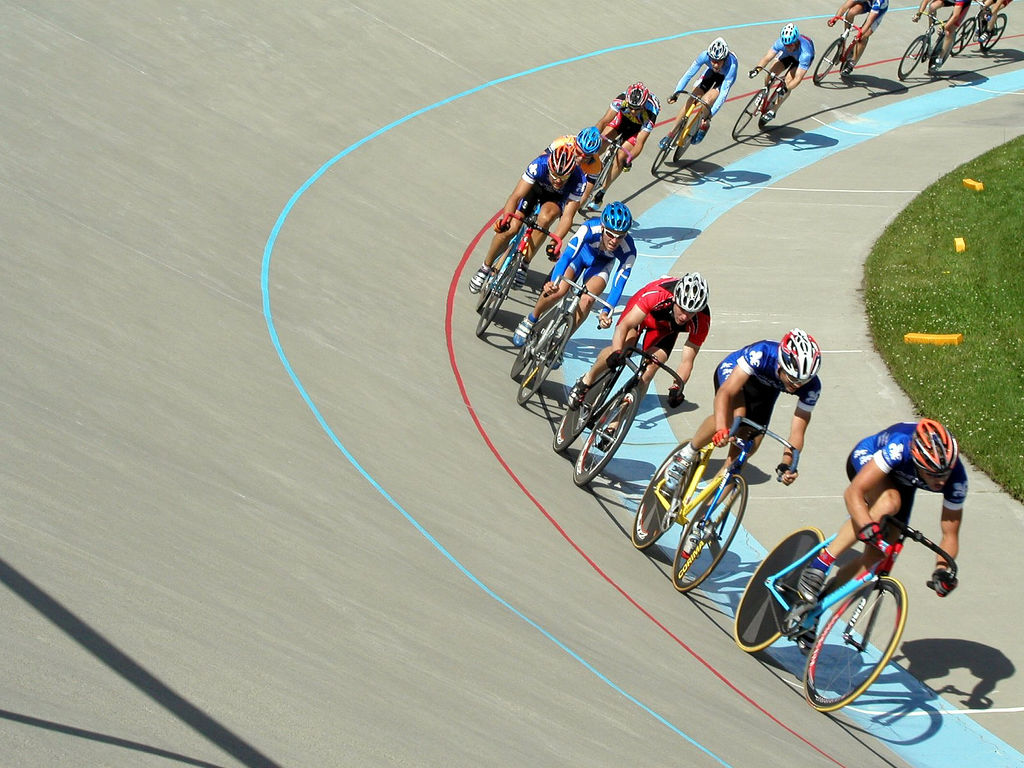
Частина треку. Поворот

- велоатракціон[3] — велосипедний пристрій для розваг.
- велобаза[3] — база для занять велосипедним спортом[4].
- велобол[3] — гра в м'яч на велосипедах[4].
- велоболіст[3] — той, хто займається велоболом[4].
- велогонка[3] (велоперегони) — спортивне змагання з велосипедної їзди на швидкість[4].
- велогонщик[3] — велосипедист, який бере участь у змаганні з велосипедної їзди на швидкість[4].
- Велодень — неофіційне свято, яке відзначають велосипедисти України, Білорусі та Росії наприкінці травня.
- велодром[3] (велотрек) — спортивна споруда у вигляді майданчика зі спеціальними похилими доріжками для велосипедних тренувань та змагань[4].
- велоергометр[3] — нерухомо закріплений велосипед, що дозволяє дозувати м'язову роботу і реєструвати відповідну реакцію організму[4].
- велоергометрія[3] — метод дослідження, який ґрунтується на крутінні ногами або руками педалей велоергометра[4].
- велозавод[3] — завод з виробництва велосипедів та запасних частин до них[4].
- велоінфраструктура — сукупність рухомих і нерухомих об'єктів, за допомогою яких забезпечується функціонування велосипедного транспорту[5].
- велоколяска[3] — коляска-велосипед для дітей.
- велокоманда[3] — команда велосипедистів, що бере участь у змаганнях з велосипедного спорту[4].
- велокомп'ютер — прилад, який інформує велосипедиста про швидкість, кілометраж пробігу тощо під час поїздки.
- велокрос[3] — змагання з велосипедного спорту на пересіченій місцевості[4].
- велолижі[3] — велосипедний пристрій, призначений для пересування по снігу.
- велолітак[3] — літальний апарат для польотів в атмосфері за допомогою нерухомих крил та велосипедних педалей.
- веломаршрут — визначений та відповідно облаштований відрізок масового пересування на велосипедах, що поєднує між собою двоє і більше джерел-цілей велоруху і є складовою загальноміської мережі велоруху[6].
- веломеханік[3] — фахівець, який конструює або вдосконалює велосипед.
- веломобілізм — виготовлення та випробування під час змагань діючих моделей веломобілів[4].
- веломобіль[3] — транспортний засіб, крім інвалідних колясок, що має три колеса або більше (окрім дитячих велосипедів) та приводиться в рух виключно мускульною силою людини, яка знаходиться на ньому, зокрема, за допомогою педалей або рукояток[5][4].
- велопаркінг — капітальні закриті наземні чи підземні, одно- чи багаторівневі споруди для періодичного і тривалого (наприклад сезонного) масового зберігання велосипедів[6].
- велопарковка — споруда, спеціально призначена для зберігання велотранспортних засобів та обладнана спеціальними конструктивними елементами для кріплення велосипедів — стойками, стелажами, шафками тощо[5].
- велопереїзд — виділене відповідною розміткою та ознакуванням місце перетину форми велоруху (зазвичай велодоріжка, велосмуга чи велопішохідна доріжка) з проїзною частиною вулиці або дороги в межах чи поза межами перехрестя[6].
- велополо[3] — спортивна командна гра з м'ячем на велосипедах.
- велопричіп — безмоторна колісна рама, яка кріпиться до велосипеда для транспортування вантажів.
- велопробіг[3] — спортивні змагання на велосипедах на велику дистанцію[4].
- велопрокат — оренда велосипедів на короткий час.
- велоралі (велосипедний марафон, велобагатоднівка[3]) — багатоденне спортивне змагання на велосипедах[4].
- велорикша (велотаксі[3]) — невеликий транспортний засіб, призначений для перевезення пасажирів на невеликі відстані в міських умовах, має вигляд зазвичай триколісного велосипеда з місцями для 1-2 пасажирів, що приводиться в рух силою водія[4].
- велорух — загальне поняття масового пересування на велосипедах вулицями міста.
- велосипед (веломашина[3]) — транспортний засіб, крім інвалідних колясок, що має два колеса та приводиться в рух виключно мускульною силою людини, яка знаходиться на ньому, зокрема, за допомогою педалей або рукояток[5][4].
- велосипед з двигуном — велосипед, який обладнаний спеціальним допоміжним двигуном внутрішнього згоряння.
- велосипедист — учасник дорожнього руху, що керує велосипедним транспортним засобом[5].
- велосмуга — виділена на правому (за напрямом руху) краю проїзної частини суцільною лінією розмітки смуга руху велосипедів, на якій заборонений рух або стоянка інших транспортних засобів[6].
- велоспорт — велосипедний спорт[4].
- велостійки — найпростіші конструкції П-подібної чи іншої форми, розраховані на кріплення велосипеда замком чи тросом для стоянки від 5 хв. до 5 годин[6].
- велотрайк — триколісний велосипед, що дозволяє їхати напівлежачи.
- велотраса[3] — траса для спортивних перегонів на велосипедах[4].
- велотрек[3] — замкнуте овальне кільце для велозмагань[4].

- велотренажер[3] — тренажер, який імітує їзду на велосипеді[4].
- велотріал — дисципліна маунтинбайку, що полягає в подоланні перешкод на велосипеді.
- велотур[3] — вид велосипедних змагань — багатоденні шосейні перегони, що складаються з декількох етапів[4].
- велотуризм[3] — подорожування на велосипедах[4].
- велотурист[3] — турист, який подорожує на велосипеді[4].
- велошина — пружна гумова оболонка з металевим або полімерним кордом, встановлена на обід колеса.
- вилка велосипедна — багатофункціональна тримальна деталь (або механізм) рульового керування велосипеда, яка утримує переднє колесо на велосипеді і з'єднує вісь колеса з кермом напряму.
- винос керма — частина велосипеда, що з'єднує горизонтальну трубку керма з вертикальним рульовим штирем (часто зі штоком вилки)[7].
- відбивач велосипедний — пристрій безпеки, який використовується для того, аби попередити іншого учасника дорожнього руху про присутність велосипеда на дорозі.
- машина-віник — автомобіль організаторів, який замикає пелотон в шосейних велогонках.
- втулка — деталь велосипеда, що має осьовий отвір, у який входить сполучна деталь.

## Г

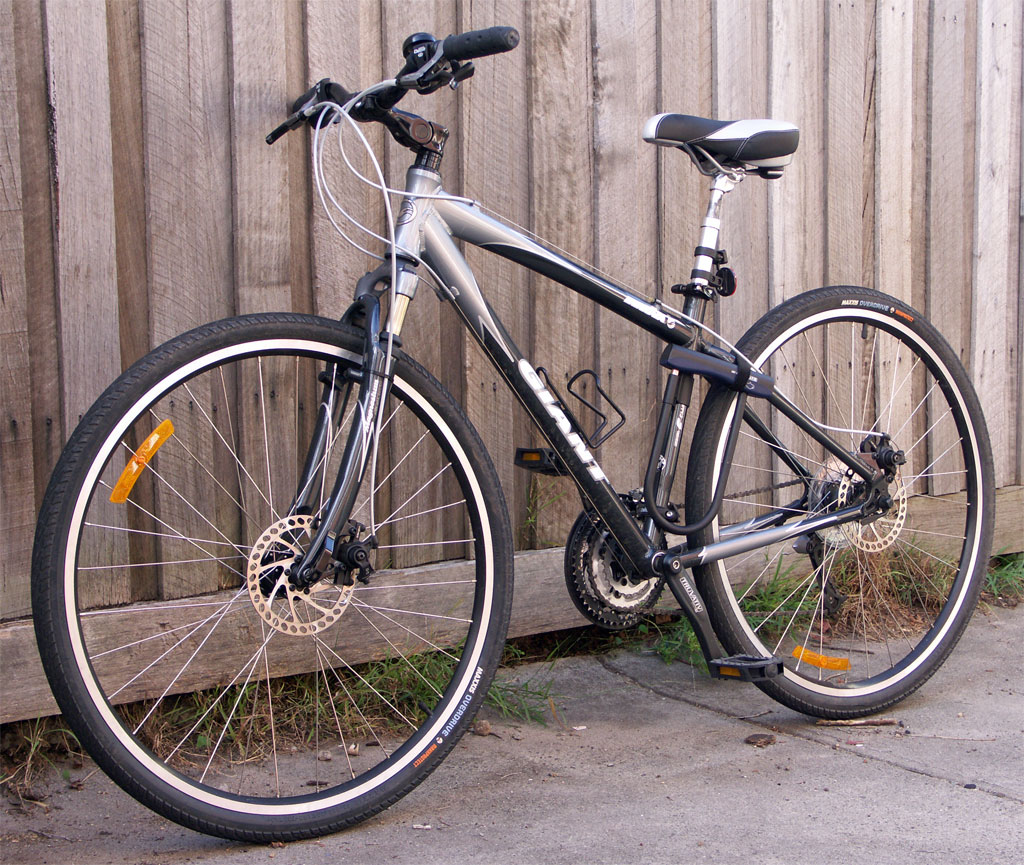
Гібридний велосипед

- гальмо велосипедне — пристрій для сповільнення, зупинки велосипеда та обмеження його швидкості на спуску.
- гібрид — велосипед, що являє собою щось середнє між гірським та шосейним велосипедом.
- гідролінія — пристрій, призначений для передачі гальмівного зусилля від ручки до гальмівних поршнів за допомогою гальмівної рідини.
- гідроформінг — це технологія зміни форми труби, яка активно використовується у велоіндустрії. Вона дає можливість надавати трубам фактично будь-яку форму[2].
- гіт — індивідуальна дисципліна у велоспорті, що передбачає змагання на час.
- головна труба — частина рами велосипеда, в якій монтується кермова колонка.

- гірняк — шосейний велогонщик, який вправно їздить на дорогах з підйомами, а також на гірських трасах.
- гонка за лідером — вид гонки, в якій кожен учасник долає дистанцію, слідуючи за лідером, що їде попереду на мотоциклі.
- гонка за очками — індивідуальний вид велотрекових гонок.
- грайнд — ковзання на педалі велосипеда, яке виконується на придатній для цього поверхні.
- грипси — насадки на кінці керма, за які найчастіше тримається велосипедист.
- грипшифт — манетка, за допомогою якої перемикання передачі здійснюється шляхом повороту рукоятки навколо керма[8].

## Д

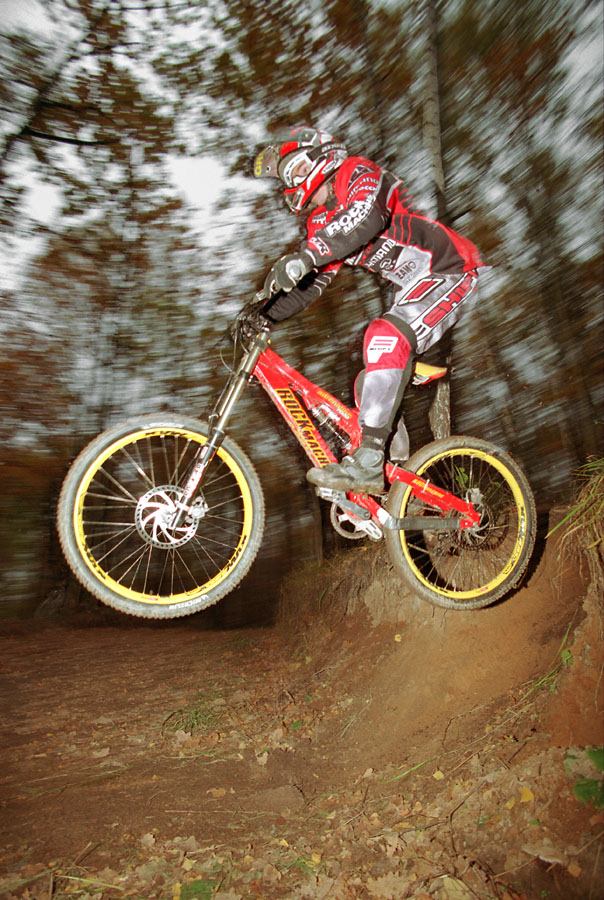
Даун-хілл (велогонщик під час змагань)

- даун-хілл — швидкісний спуск, екстремальна гоночна велодисципліна.
- двопідвіс — гірський велосипед, що має амортизацію на обох колесах.
- делініатор — штучний бордюр, виготовлений з гуми, пластику або полімерних матеріалів, який використовується в якості розділювача між смугами руху[5].
- дерейлер — частина велосипедної трансмісії; перемикач швидкостей[9].
- дзвінок велосипедний — засіб сигналізації, що встановлюється на велосипеді для попередження пішоходів і інших велосипедистів.
- доместік (грегарі) — шосейний велогонщик, який працює на свою команду або її лідера.

- доріжка велопішохідна — виділений конструктивно та (або) за допомогою розмітки елемент дороги, призначений для руху пішоходів та велосипедистів (спільного або розмежованого), позначений відповідним дорожнім знаком[5].
- доріжка велосипедна (велодоріжка) — виконана поза межами проїзної частини доріжка з покриттям (одностороння або двостороння), що призначена для руху на велотранспортних засобах і позначена відповідними дорожніми знаками[5].
- дорога велосипедна (велодорога) — лінійний комплекс інженерних споруд, призначений для руху велотранспортних засобів[5].

## Е
- електровелосипед — один із видів велосипеда, який приводиться у рух за допомогою електродвигуна.

## З

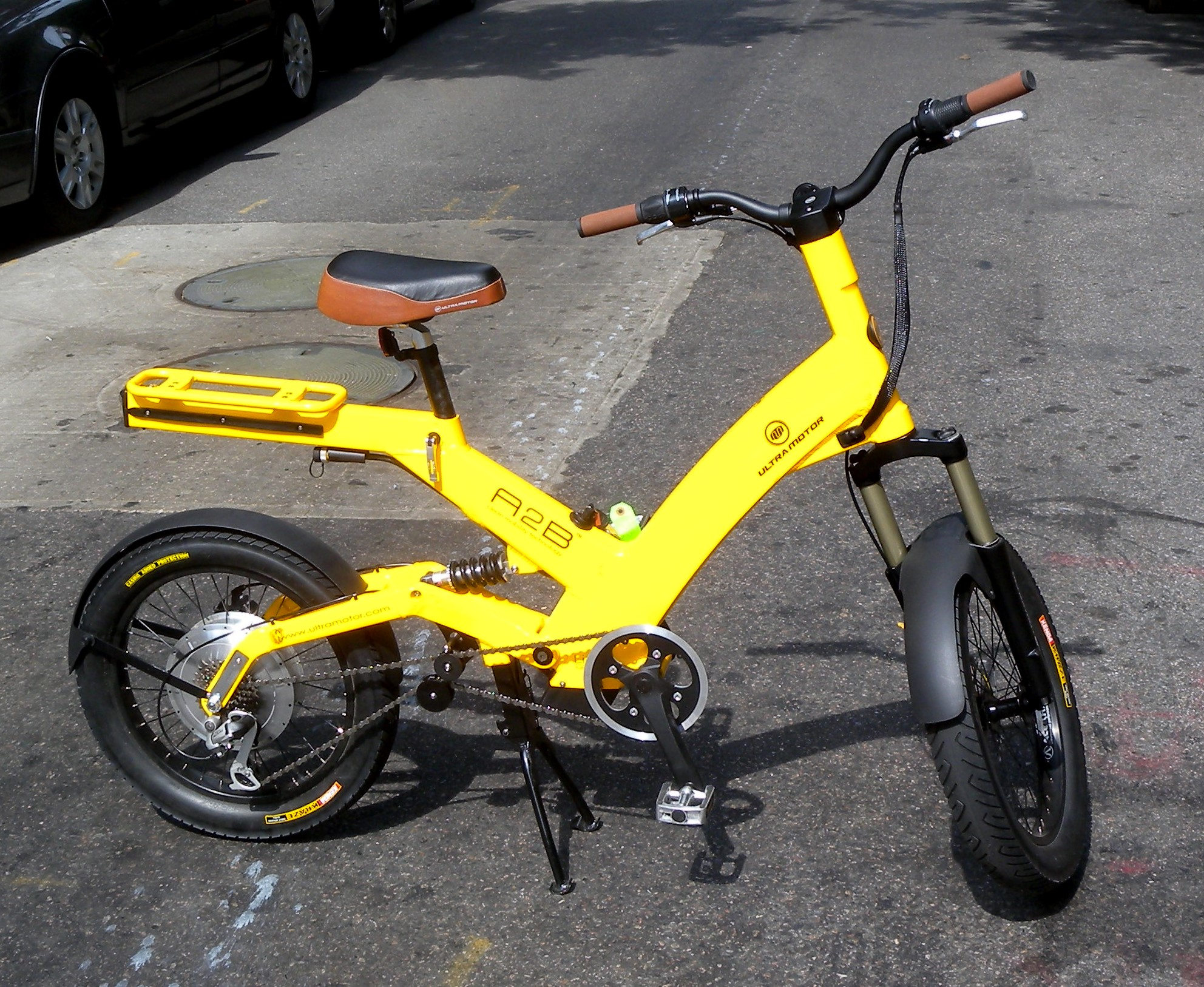
Електровелосипед

- замок велосипедний — пристрій, який зазвичай використовують для захисту велосипеда від крадіжки.
- захисна смуга — в обмежених умовах виділена на правому (за напрямом руху) краю проїзної частини переривистою лінією розмітки смуга руху велосипедів, на яку допускається виїзд автомобілів в окремих випадках[6].
- зона велопішохідна — територія, призначена виключно для руху пішоходів та велосипедистів, позначена відповідними дорожніми знаками[5].

## І
- індивідуальна гонка переслідування — олімпійський вид велотрекової гонки.

## Ї
- їзда на велосипеді — використання велосипеда, як транспорту, для відпочинку, фізичних вправ або спорту.

## К
- каденс — число повних обертів шатуна (або педалей) за 1 хвилину.
- камера велосипедна (велокамера) — внутрішня гумова оболонка велосипедної шини.
- каретка велосипедна — це вузол велосипеда, що забезпечує з'єднання системи з рамою і її вільне обертання за допомогою підшипників.
- катафот — прилад, що призначений для покращення розпізнавання об'єктів при поганому освітленні[5].
- кейрін — вправа у велотрекових гонках з поступовим прискоренням.
- кермо велосипедне — частина механізму керування велосипедом.
- кермова колонка — пристрій для обертання вилки в кермовому стакані велосипедної рами.
- клапан Presta — пневматичний зворотний клапан для камер велосипедів.
- класичні велогонки — одноденні професійні шосейні велогонки.
- кластер — набір зірочок, які кріпляться до втулки на задньому колесі велосипеда.
- колесо велосипедне — конструкція, що складається з маточини, спиць, обода, камери і шини.
- командна гонка переслідування — вид велотрекової гонки, схожий з індивідуальною гонкою переслідування, за винятком того, що в ній беруть участь дві команди по чотири гонщика.
- комісар — у велоспорті терміном позначають офіційного учасника їзди на велосипеді під час змагань.
- контрсмуга — велосипедна смуга зворотного напрямку на вулицях з одностороннім рухом[5].
- коробка подач — ланцюговий механізм, призначений для зміни подачі.

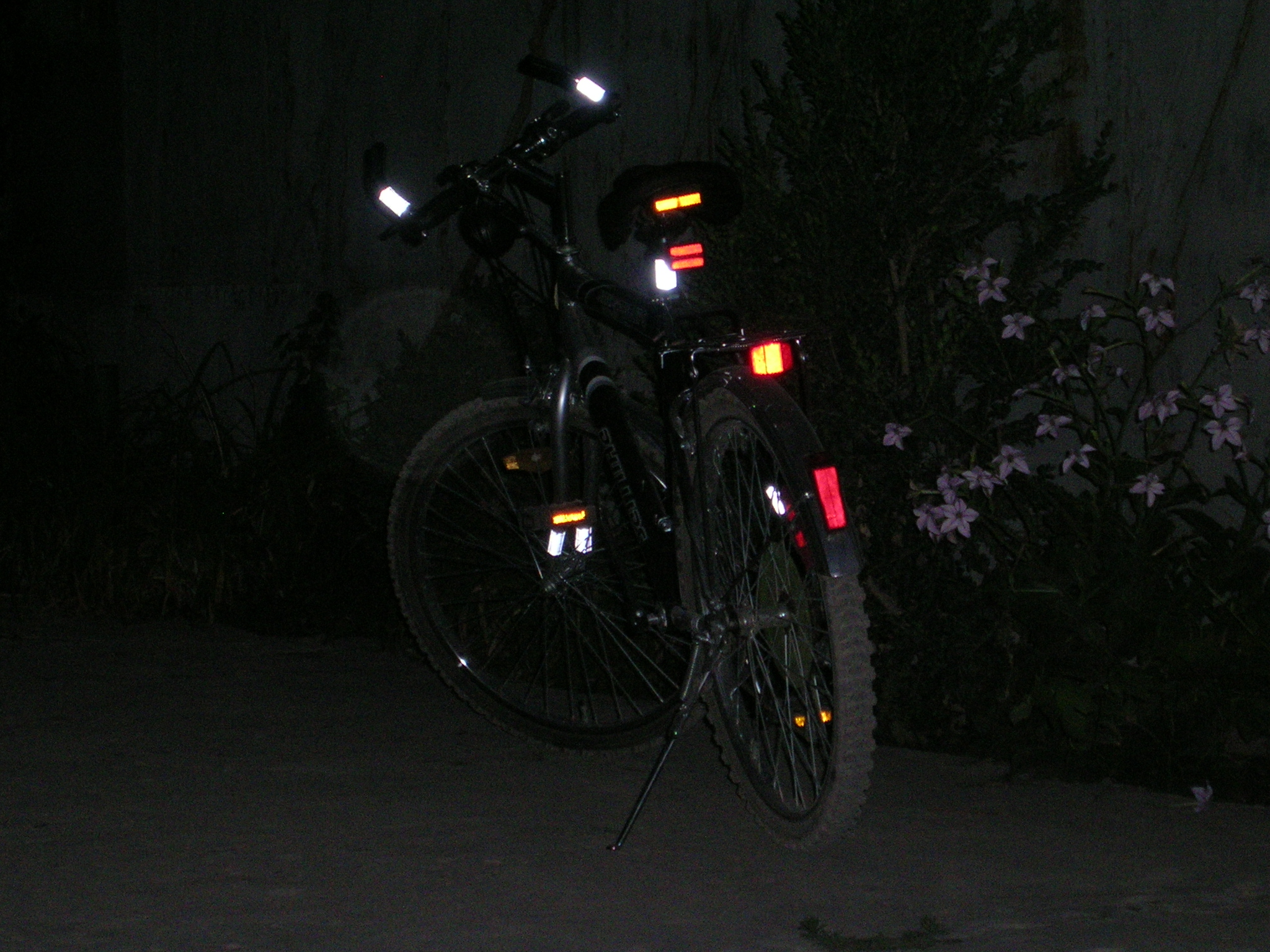
Катафоти на велосипеді

- Король гори (королева гори) — титул, який присвоюють найкращому учаснику-горняку велосипедної гонки.
- крило велосипедне — огороджувальне покриття, яке розташоване зверху над колесом велосипеда, яке захищає водія і оточуючих від бруду.
- критеріум — групові кругові велоперегони, як правило вулицями міста, за очками.
- критична маса — велосипедна подія, що зазвичай проводиться в останню п'ятницю кожного місяця у більш ніж 300 містах по всьому світу.
- крос-кантрі — перегони по пересіченій місцевості зі спусками, затяжними підйомами, швидкісними та технічними ділянками.
- крокодил [Архівовано 9 вересня 2017 у Wayback Machine.] — велосипед доопрацьований власником до якогось унікального стану (custom bike) з застосуванням складових частин і механізмів з велосипедів других конструкцій та виробників.
- кроківнитство [Архівовано 17 серпня 2019 у Wayback Machine.] — відродження та модернізація велосипедів, субкультура в осередку технічної творчості, хобі.

## Л
- ланцюг велосипедний — роликовий ланцюг, який передає потужність від педалей до зубчатої зірки, яка розташована на задньому колесі велосипеда.
- лігерад — лежачий велосипед, що дозволяє велосипедисту їхати бо лежачи на спині, або на животі.
- лоурайдер — велосипед, який призначений для прогулянок містом.

## М

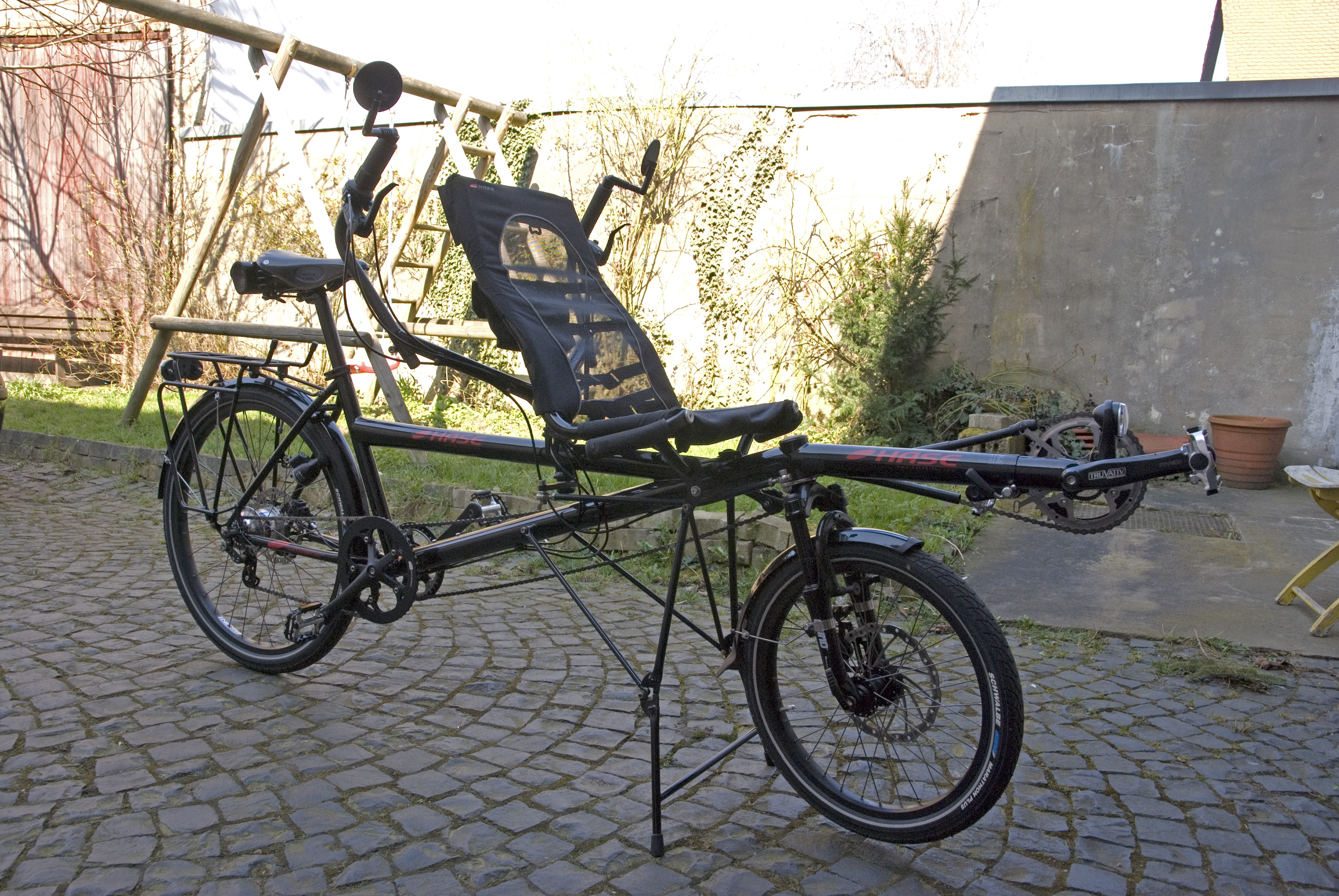
Лігерад — лежачий велосипед

- магістральний веломаршрут — маршрут велоруху загальноміського значення, що поєднує між собою райони міста та найбільші джерела-цілі велоруху[6].

- манетки — пристрої в сучасних велосипедах, що кріпляться до керма і дозволяють перемикати передачі[8].
- маунтінбайк — їзда на велосипеді бездоріжжям.
- медісон — командна гонка на витривалість.

## Н
- напіввелосипед — одноколісний, або іноді двоколісний велосипед-причіп, призначений для перевезення одного або декількох дітей.
- насос велосипедний — ручний або ніжний повітряний насос для накачування велосипедних шин[10].
- ніпель — сполучна трубка, що призначена для тимчасового або постійного герметичного сполучення трубопроводу з іншим трубопроводом або штуцером.
- норд-шор — спеціальні траси для їзди на велосипеді бездоріжжям.

## О
- обід — зовнішня частина колеса у вигляді кола, яка кріпиться до маточини колеса на натягнутих спицях[11].
- обідна стрічка — гумова або полімерна смужка, що оберігає камеру від механічних впливів.
- омніум — дисципліна у велотрекових перегонах.
- оргія - спортивний захід проведений аматорами, після якого "підгорає" в керівника федерації велоспорту України.

## П
- памп-трек — спеціальна велосипедна траса, яка чергується невеликими ямками і контр-уклонами і не містить рівних ділянок.
- панчер — в шосейному велоспорті це гонщик, який долає рельєф з короткими, але крутими підйомами.
- пегі — спеціальне пристосування у вигляді труб, яке кріпиться на осі велосипедів типу BMX.
- пелотон — головна група учасників у велоспорті.
- перегони на вибування — дисципліна трекового велоспорту.
- пенні-фартинг — велосипед, що характеризується дуже великим переднім і маленьким заднім колесом.

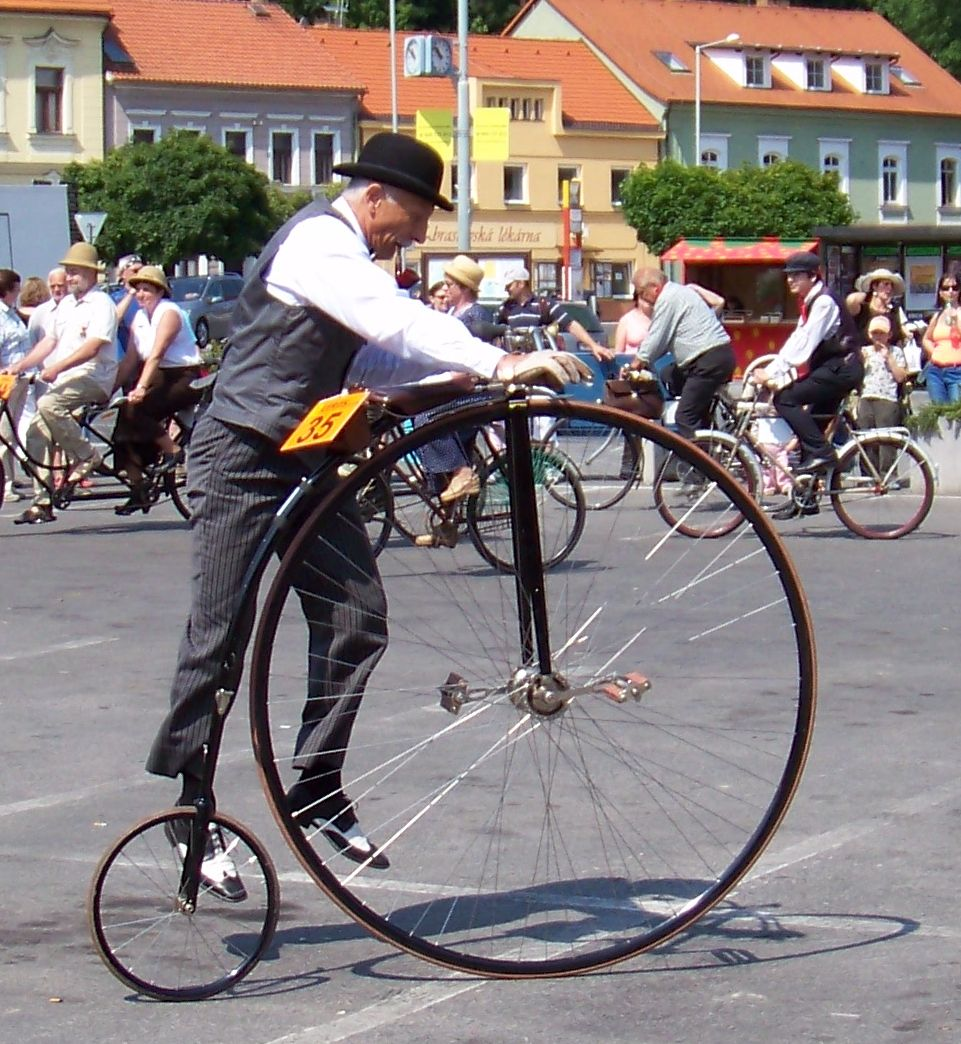
Пенні-фартинг

- переїзд велосипедний (велопереїзд) — ділянка проїзної частини або інженерна споруда, призначена для руху велосипедистів через дорогу[5].
- підвіска — система амортизації велосипеда, що використовується для підвищення комфорту велосипедиста при їзді по нерівній поверхні.
- підніжка велосипедна — пристрій, який відкидається додолу від рами і спирається на землю.
- причіп велосипедний — транспортний засіб, що призначений для перевезення людей або вантажів та може використовуватися виключно в зчепленні з велосипедним транспортним засобом[5].
- позавуличний велосипедний зв'язок — велодоріжка чи інша форма велоруху, що є елементом сполучення паралельних веломаршрутів або окремих ділянок одного веломаршруту і проходить ізольовано, за межами червоних ліній вулиць — вздовж залізниці чи автомагістралі, вздовж берега водойми, брівки балки або яру або перетинає їх окремо від вулиці[6].
- протектор — захисний елемент на поверхні шини.
- педаль велосипедна — пристрій, який призначений для передачі зусилля від ноги велосипедиста до шатуна, з наступним обертанням вала каретки, яке через трансмісію передається на заднє колесо і приводить велосипед у рух[12].

## Р

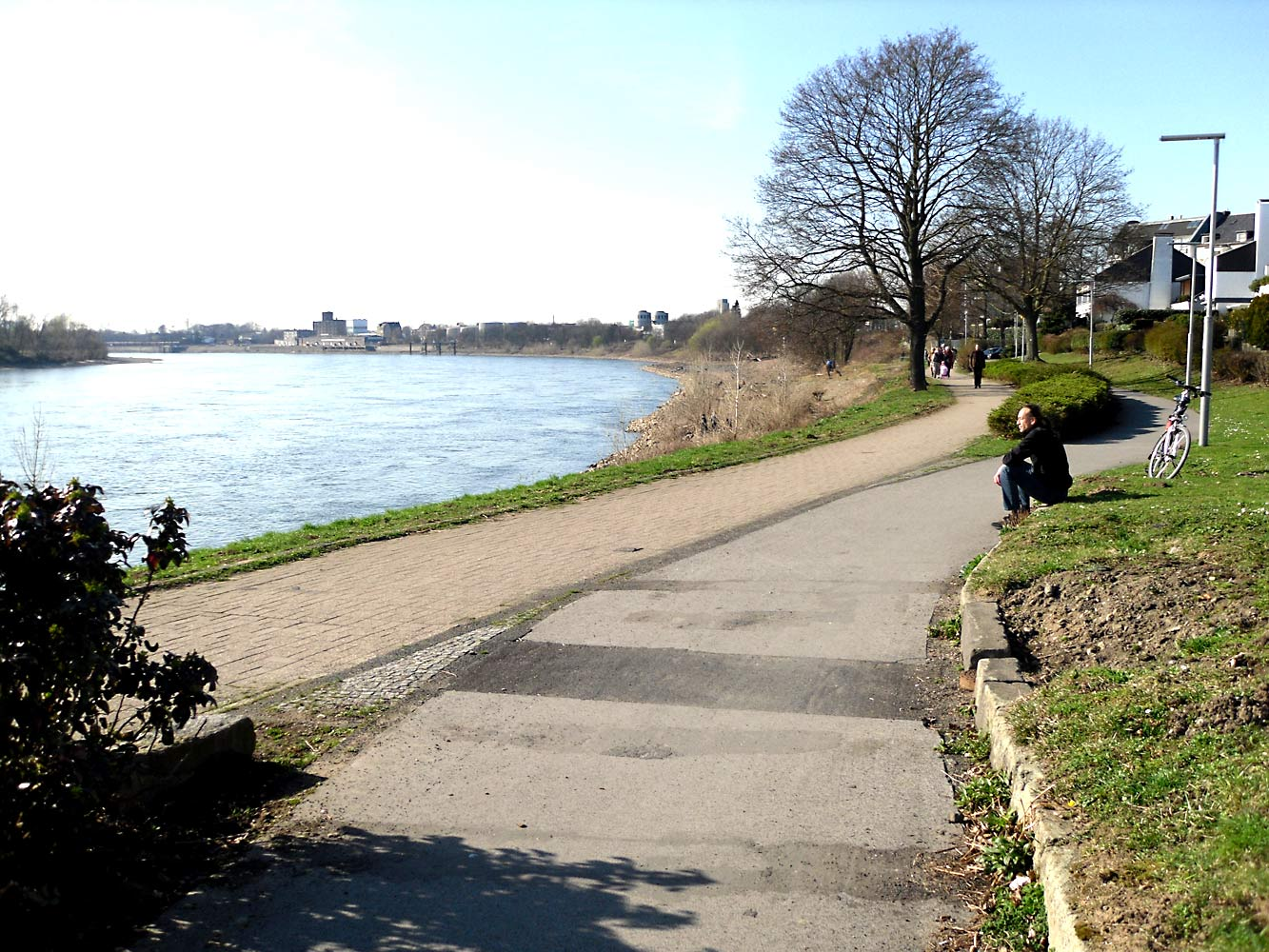
Рейнська велодоріжка (Дюссельдорф)

- рама велосипедна — основна частина велосипеда, деталь, яка об'єднує всі інші частини конструкції.
- рандоннер — велосипедист, який бере участь у спеціалізованих перегонах, відомих як бревети.
- Рейнська велодоріжка — трансконтинентальна велодоріжка в Європі, довжина якої 1230 кілометрів.
- рекреаційний веломаршрут — система форм велоруху, що пролягає рекреаційними територіями (парк, ліс, набережна тощо), подалі від вулиць з інтенсивним рухом транспорту[6].
- роги (ріжки) — парний велосипедний аксесуар, який кріпиться на кермі.
- роздільний старт — спосіб старту в індивідуальних змаганнях на час.
- рокрінг — деталь, яка використовується для захисту однієї або всіх провідних зірочок велосипеда.

## С
- світлоповертач — пристрій, призначений для позначення транспортного засобу в темну пору доби і в умовах недостатньої видимості шляхом відбиття світла, що випромінюється джерелом, не пов'язаним із цим транспортним засобом, у напрямку, зворотному напрямкові падаючого світла;
- світлоповертаючий знак — елемент одягу (нашивка, значок, браслет, наклейка, тощо) призначений для позначення пішоходів та велосипедистів в темну пору доби і в умовах недостатньої видимості шляхом відбиття світла у напрямку, зворотному напрямкові падаючого світла.
- система провідних зірок — передній набір зірок велосипеда, розташований на валу каретки; частина велосипедної трансмісії.
- сідло велосипедне — деталь велосипеда, яка приймає на себе більшу частину ваги велосипедиста.
- сідловий стрижень — частина велосипеда, виконана у вигляді труби, що з'єднує сідло з рамою та забезпечує регулювання висоти сідла відносно педалей.
- смуга безпеки (розділювальна смуга безпеки) — частина тротуару або проїзної частини, виділений конструктивно та (або) за допомогою розмітки, що розташований поруч із велосмугою або велосипедною доріжкою з метою гарантування безпеки руху велосипедистів[5].
- смуга велосипедна (велосмуга) — частина проїзної частини, призначена для руху велосипедистів, відокремлена від неї за допомогою суцільних або переривчастих ліній або делініатору[5].
- велосипедна спиця — конструктивний елемент велосипедного колеса, що являє собою стрижень, що з'єднує центр колеса (маточину) і його обід[13].
- спринт — дисципліна у велоспорті, в якій на велотреку змагаються від двох до чотирьох гонщиків у заїздах на два чи три кола.
- спринтер[en] — учасник велозмагань, який може швидко закінчити гонку шляхом швидкого прискорення за невеликий проміжок часу.

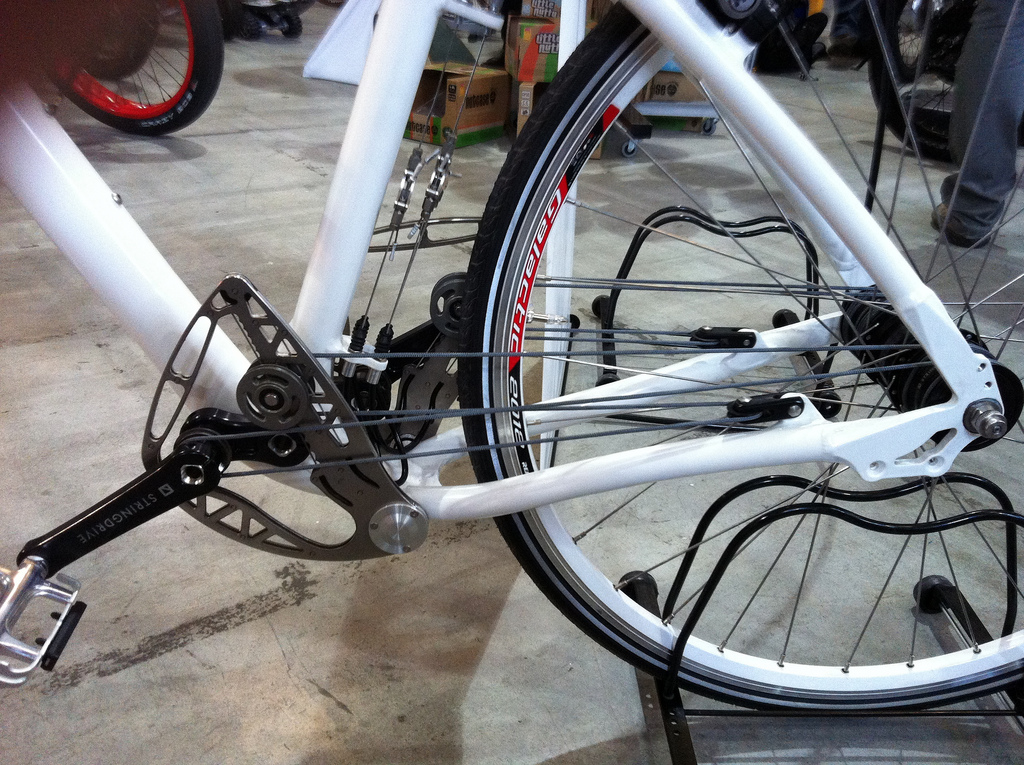
Стрінгбайк

- стоянка велосипедна (велостоянка) — ділянка або приміщення, спеціально призначені для зберігання велотранспортних засобів та (або) обладнані спеціальними конструктивними елементами для кріплення велосипедів — стойками, стелажами, шафками тощо[5].
- стрінгбайк — велосипед, який використовує трос і блок велосипедної трансмісійної системи замість традиційного велосипедного ланцюга і зірочки.
- суперрандонер — велосипедист, який подолав у заліковий час протягом одного сезону бревети на 200, 300, 400 и 600 км.

## Т

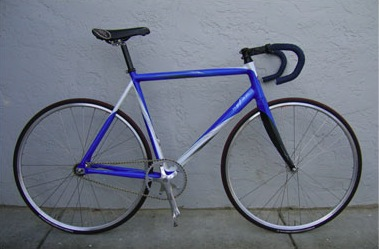
Трековий велосипед

- таймер — шосейний гонщик, який може тримати високу швидкість протягом тривалого часу.
- тандем — велосипед, призначений для двох осіб.
- торпедо — втулка заднього колеса велосипеда з гальмівним механізмом та вільним ходом.
- транспорт велосипедний — галузь транспорту, що базується на використанні велосипедних транспортних засобів[5].
- транспортні засоби (велотранспортні засоби) — велосипеди, веломобілі та прирівняні до них велосипеди та веломобілі з підвісним електродвигуном з максимальною потужністю (або конструктивної швидкістю) не більше встановленого значення[5].
- трековий велосипед — велосипед, призначений для їзди по велотреку.
- трековий велоспорт — вид велоспорту, що проходить на велотреках з використанням спеціальних трекових велосипедів.

- трекстенд — у велосипедному спорті на треку — положення велосипеда на старті.
- трицикл — один з видів дитячих триколісних велосипедів.
- Тур де Франс — щорічні шосейні багатоденні велоперегони дорогами Франції.

## У

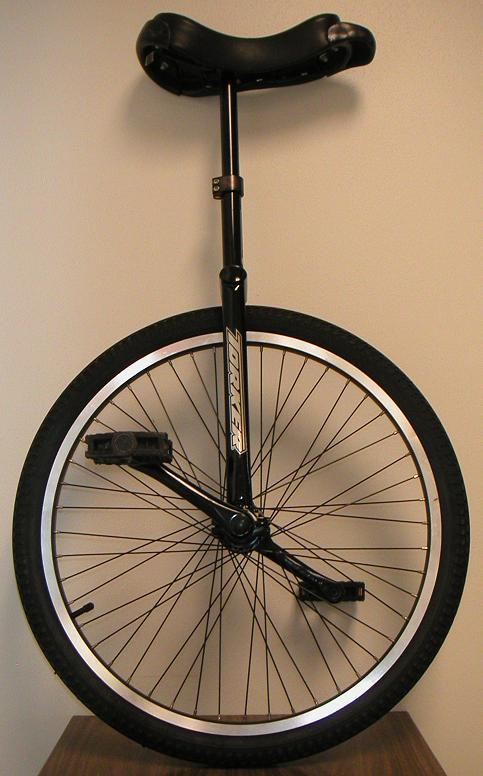
Уніцикл

- уніцикл — одноколісний велосипед.
- устаткування — сукупність механізмів, приладів, пристроїв, з яких складається велосипед.

## Ф
- фетбайк — гірський велосипед на товстих шинах.
- фляготримач — пристрій, що використовується для зручного утримування ємності для води в велосипеді.
- флікери — маленькі значки або наклейки, що кріпляться на велосипедах; вони відбивають світло в темряві[5].
- фрірайд — стиль катання на велосипеді, який передбачає їзду на велосипеді по складних, іноді штучно споруджених трасах, які використовують природні і штучні перешкоди.

## Х
- хардтейл — велосипед, що має лише передню амортизаційну вилку.
- храповик — елемент задньої втулки велосипеда.

## Ц
- Циклокрос — див. Велокрос.

## Ш
- шатун (гонок) — важіль, що передає зусилля з педалей на вал каретки[14].
- шашличник - велосипедист який не має ліцензії федерації велоспорту України.
- шолом велосипедний (велошолом) — частина екіпірування велосипедиста.

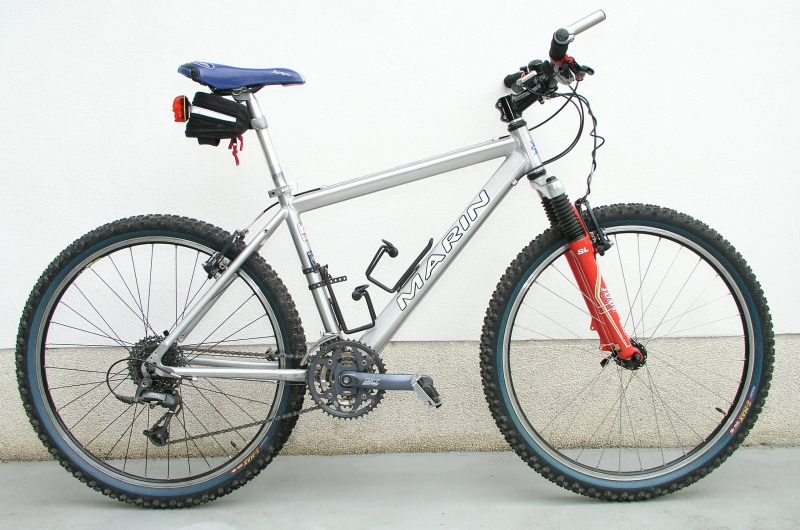
Хардтейл

- шосейний велосипед (шосейник, шосер) — велосипед, сконструйований для швидкісної їзди (велогонок, веломарафонів).
- шосейний велоспорт — одна з дисциплін велоспорту, за якої велогонки проходять на спеціальних трасах із твердим покриттям (шосе).

## Зауваги
1. ↑  велотермін — це слово або словосполучення, що означає чітко окреслене спеціальне поняття стосовно велосипедної тематики